# Violeta Granera
Violeta Mercedes Granera Padilla (nacida el 5 de noviembre de 1952) es una socióloga nicaragüense, activista y excandidata a la Vicepresidencia. Granera trabajó para el Banco Mundial, luego en el gobierno antes de unirse a la organización cívica Movimiento por Nicaragua, donde trabajó para siete años abogando por la transparencia y la reforma electoral. Renunció para postularse para vicepresidenta en 2016 con el Partido Liberal Independiente, pero el partido fue excluido de la boleta electoral por decisión judicial. A raíz de las protestas antigubernamentales de 2018, se involucró en el grupo de oposición Unidad Nacional Azul y Blanco, y en el período previo a las elecciones generales de Nicaragua de 2021, ella estaba entre los líderes de la oposición arrestados.

## Primeros años
El padre de Violeta Granera, Ramiro Granera, era senador en el entonces Congreso bicameral de Nicaragua. Partidario del régimen de Somoza, fue asesinado por el Frente Sandinista de Liberación Nacional durante la revolución, lo que llevó a Granera a oponerse a la violencia política.

## Carrera
Granera es socióloga de formación. Trabajó para el Banco Mundial durante tres años, pero descubrió que no era "su vocación". Durante la presidencia del conservador Enrique Bolaños, Granera sirvió en el gobierno en el Consejo de Planificación Social y Económica. En 2007, se unió al Movimiento por Nicaragua (MpN), donde se desempeñó como directora ejecutiva durante siete años, organizando actividades de promoción de la transparencia y otras reformas electorales. renunció en 2016 para convertirse en candidato a vicepresidente de Nicaragua, en representación del Partido Liberal Independiente (PLI) como compañero de fórmula de Luis Callejas. Sin embargo, la nominación duró poco, ya que el boleto fue excluido de la boleta electoral por decisión de la Corte Suprema de Nicaragua.
Después de las protestas antigubernamentales de 2018 y la represión policial de las mismas, Granera se involucró con el grupo de la Unidad Nacional Azul y Blanco (UNAB) que protestaba contra el gobierno del presidente Daniel Ortega. En agosto de 2019, la Comisión Interamericana de Derechos Humanos accedió a la solicitud del Centro Nicaragüense de Derechos Humanos (CENIDH) de que se implementaran medidas cautelares para proteger a Granera y su familia inmediata, encontrando “los derechos a la vida e integridad personal de Violeta Mercedes Granera Padilla y sus familiares se encuentran en situación de grave riesgo.”
El 8 de junio de 2021, tras la detención de cuatro precandidatos opositores a la presidencia en las elecciones generales de Nicaragua de 2021, Granera también fue detenida, por presuntas violaciones a la controvertida Ley 1055. Promulgada por la legislatura controlada por el FSLN en diciembre de 2020, la “ley para la defensa de los derechos de los pueblos a la independencia, la soberanía y la libre determinación para la paz”,